# Lutol (jezioro)
Lutol – jezioro polodowcowe w województwie lubuskim, w powiecie międzyrzeckim, w gminie Trzciel, w Bruździe Zbąszyńskiej.
Zachodnim brzegiem jeziora przebiega granica między województwami lubuskim i wielkopolskim.

## Dane morfometryczne
Powierzchnia zwierciadła wody według różnych źródeł wynosi od 135,0 ha przez 144,0 ha do 152,5 ha.
Zwierciadło wody położone jest na wysokości 50,5 m n.p.m. lub 52,4 m n.p.m. Średnia głębokość jeziora wynosi 1,8 m lub 3,3 m, natomiast głębokość maksymalna 8,3 mlub 9 m.

## Morfologia
Kształt zbliżony do litery X, przy czym odnogi południowe są znacznie bardziej masywne (przypominają nerki). Na środku zbiornika istnieje niewielka wyspa o powierzchni 0,1 ha. Brzegi i zlewnia w większości zalesione – nad akwenem zlokalizowana jest tylko jedna wieś – Lutol Mokry.
Jezioro Lutol to zbiornik bardzo płytki, w stosunku do powierzchni. Największa głębia (9 m) znajduje się w północnej części. Poza tym jezioro ma z grubsza jednakową głębokość, wahającą się w granicach 2,1-2,7 m. Brzeg jeziora jest najniżej położonym punktem gminy Zbąszyń (50 m n.p.m.).

## Czystość
W 2000 przebadano wody pod kątem czystości. Niższe warstwy metalimnionu były całkowicie odtlenione, a nad dnem wyczuwalny był siarkowodór. W okresie wiosenno-letnim występował corocznie intensywny zakwit wód, który ograniczał widoczność nawet do 25 cm. Wody jeziora, praktycznie w całości, nie odpowiadały normom.

## Fauna i flora
W fitoplanktonie wiosennym dominowały okrzemki Synedra acus v. acus i Synedra ulna v. ulna oraz sinice z rodzaju drgalnic. Latem pojawiały się okrzemki Melosira granulata i sinice Microcystis aeruginosa. Zooplankton był nieliczny.

## Turystyka
Przez akwen przebiega szlak kajakowy Obry. Na brzegach nieliczne ośrodki wczasowe i harcerskie.